# Яковлев, Александр Степанович (писатель)
Александр Степанович Яковлев (настоящая фамилия Трифонов-Яковлев, 1886—1953) — русский советский писатель, прозаик и журналист, корреспондент, революционер.

## Биография

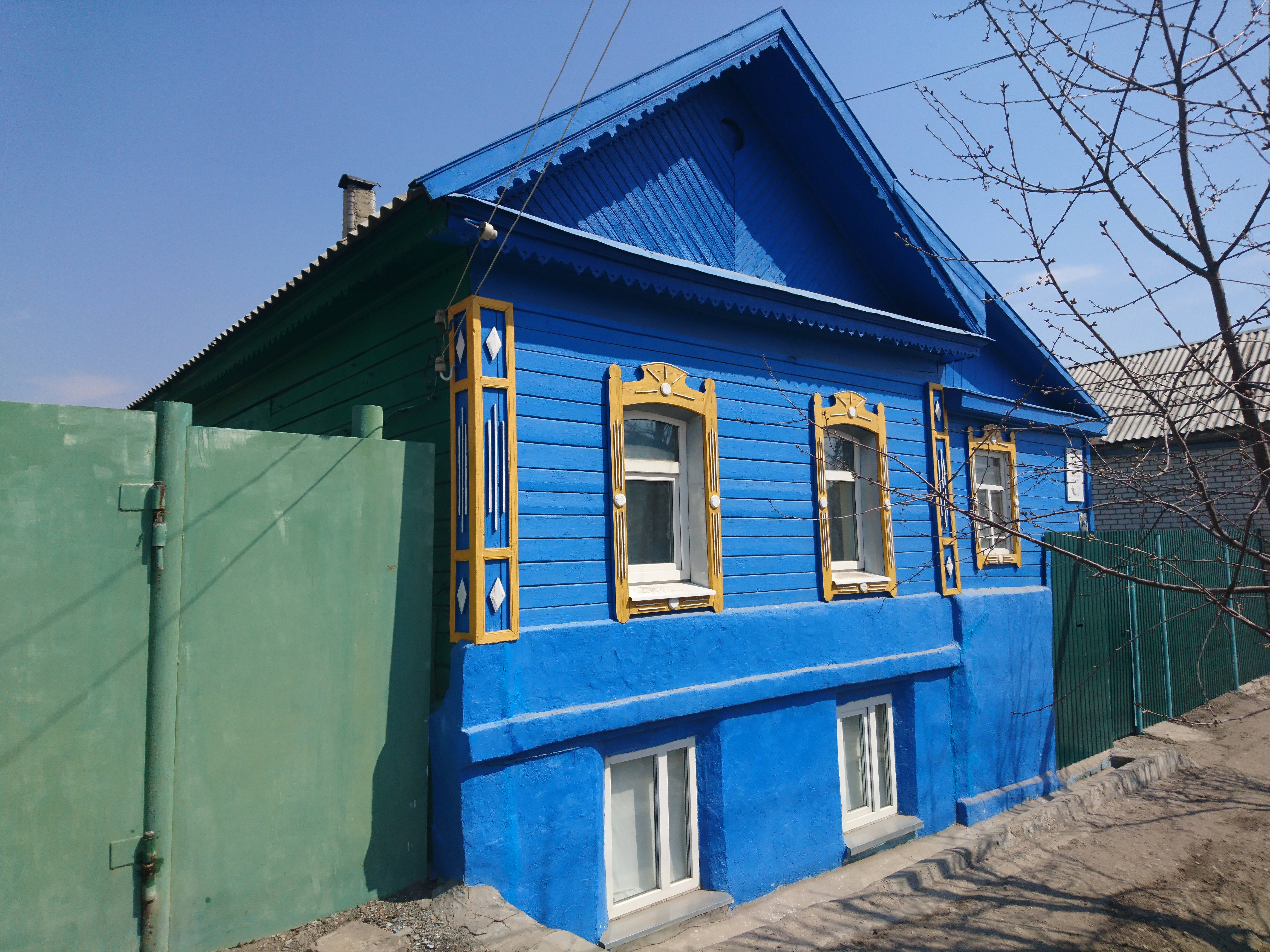
Дом, в котором родился и жил писатель Яковлев А.С.

Родился в глубоко религиозной семье. Отец — маляр, неграмотный; мать из раскольников. В 12 лет бежал из дома в пермские леса, чтобы стать пустынником, прошёл пешком тысячу километров, но потом вернулся домой. Окончил церковно-приходскую школу, в 1901 экстерном сдал экзамены за курс реального училища. Служил на телеграфе, затем на почте.
В 1905 приехал в Петербург, поступил на историко-филологический факультет университета, где проучился два года. В ходе революционных событий превратился в атеиста. Примкнул к эсерам-максималистам, участвовал в терактах. Чтобы избежать ареста, два раза уезжал из Петербурга, в Тобольскую губернию и на Кавказ, но в Грозном всё же был заключён в тюрьму на 6 месяцев. После этого 5 лет жил в Ростове-на-Дону под надзором полиции, сотрудничал в газете «Утро Юга».
В 1914 добровольцем отправился на войну, один год прослужил санитаром. С 1915 года жил в Москве. Корреспондент газеты «Утро России». В 1920 опубликован его первый рассказ. Обратил на себя внимание повестью «Повольники» (1923).
В 1927 принял участие в коллективном романе «Большие пожары», публиковавшемся в журнале «Огонёк».
В 1928 на ледоколе «Малыгин» принимал участие в спасении экспедиции Нобиле, участвовал в поисках Амундсена. В 1929 вместе с лётчиком М. Бабушкиным совершил первый перелёт по маршруту Москва—Ташкент. В 1929 вышла книга «Ледовый поход „Малыгина“», в которой Вольфганг Казак отмечает «наблюдательность автора, наглядно и с большим пониманием описывающего животных».
Даже структура произведений Яковлева, героями которых являются одиночки, противостоящие массе, определяется судьбой самого автора, который без чьей-либо помощи пробил себе дорогу в жизни.
К. Г. Паустовский писал о нём: 
«Яковлев был знатоком крестьянской жизни и писал о ней превосходные очерки. Все относились к этому застенчивому и молчаливому человеку со сдержанным уважением. Оно вызывалось не только его умением писать превосходные очерки, но и редкой способностью Яковлева во время тогдашнего полного развала на железных дорогах пробираться в самые глухие углы России и возвращаться оттуда невредимым. Для этого нужны были выносливость и смелость. Почти каждая поездка была связана со смертельным риском. Армия демобилизованных валила по железным дорогам, круша все на своем бесшабашном пути. В поездах было разбито и ободрано все, что только можно разбить и ободрать. Даже из крыш выламывали заржавленные железные листы. На Сухаревке шел оживленный торг вагонными умывальниками, зеркалами и кусками красного потертого плюша, вырезанными из вагонных диванов.
Множество бандитов, переодетых солдатами, подбивало демобилизованных на бесчинства. На станциях били окна, разбирали на дрова для паровозов заборы, а иногда и целые дома железнодорожников. О ближайших к полотну кладбищах нечего и говорить, — в первую очередь в паровозные топки летели кресты с могил. Заржавленные кладбищенские венки из жестяных лилий и роз солдаты прикручивали проволокой в виде украшения к вагонам. В этих розах уныло посвистывал поездной ветер.
Станционные служащие разбегались гораздо раньше, чем на входные стрелки с разбойничьим свистом, ревом гармоник и граммофонов и пулеметной пальбой втягивались, прогибая рельсы, эшелоны с демобилизованными. Малейшая задержка эшелона кончалась жестокой расправой над дежурным по станции. Многоголосый вопль:
„Крути, Гаврила!“ — заставлял бледнеть машинистов.
Всех штатских, „цивильных“, „гражданских“ и „стрюцких“ людей, если они каким-нибудь чудом проникали в эшелон, обыкновенно выбрасывали в пути под откос.
Яковлева выбрасывали три раза, но он уцелел.
Самое удивительное заключалось в том, что Яковлев возвращался из этих смертоносных путешествий посвежевший, возбужденный, навидавшись и наслушавшись необыкновенных вещей, и говорил, что все можно отдать за этот бесценный материал для писателя.
Яковлев пробирался в самые замшелые, наглухо отрезанные от Москвы городки, вроде какого-нибудь Хвалынска, Сарапуля или Сердобска, в те места, что стали почти мифическими. Не верилось даже, что они существуют.
Россия как бы вновь распалась на мелкие удельные земли, отрезанные друг от друга бездорожьем, прерванной почтовой и телеграфной связью, лесами, болотами, разобранными мостами и внезапно удлинившимся пространством.
В этих глухих углах провозглашались доморощенные республики, печатались в уездных типографиях свои деньги (чаще всего вместо денег ходили почтовые марки).
Все это перепуталось с остатками прошлого — с бальзамином на окошках, колокольным перезвоном, молебнами и свадьбами под хмельной салют из обрезов, с равнинами тощих хлебов, ядовито желтевших сурепкой, и с разговорами о кончине мира, когда от России останется только „черная ночь да три столба дыма“.
Обо всем этом Яковлев рассказывал со вкусом, неторопливо, с повадкой шорника, умело прошивающего чересседельник цветной суровой дратвой.

С тех пор мы изредка встречались с Яковлевым в разные годы. Он всегда поражал меня необыкновенной незлобивостью и беззаветной любовью к простонародной России. Недаром, умирая, он завещал похоронить себя не в Москве, а над Волгой в своем родном Вольске».
Похоронен в Вольске.
Посмертные издания книг Яковлева появились благодаря усилиям В. Лидина.

## Сочинения
- Октябрь, 1923.
- Повольники, 1923.
- Цветет осокорь. Рассказы, 1927
- Ради любви: Повести. / Вступ. ст. Ю. И. Айхенвальда. — Рига: Литература, 1928.
- Рассказы, 1929 (с предисловием А. Луначарского)
- Человек и пустыня, 1929, 3-е изд. — 1970.
- Огни в поле, 1934.
- Великие сталинские стройки, 1953.